# Гылым
«Гылым» (каз. «Ғылым»; до 1992 — «Наука») — казахстанское республиканское издательство. Выпускает научную, научно-популярную литературу, универсальные и отраслевые справочники и словари и другие. Основано в 1946 году в Алма-Ате по решению Президиума Академии наук Казахской ССР. Руководителем редакционно-издательского совета был К. Сатпаев. Первым директором — Б. Я. Нинбург. 17 ноября 1948 года перерегистрировано как самостоятельное издание Академии наук. С 1962 года в подчинении Государственного Комитета по делам издательств, полиграфии и книжной торговли; с 2001 года — Министерства образования и науки. Имеет собственную полиграфическую базу и типографию. В 1946—2000 годах издано более 13 тысяч книг и журналов общим тиражом 31 миллион экземпляров на казахском, русском, уйгурском и на других языках. Выпущены в свет произведения Абая Кунанбаева, Чокана Валиханова, Каныша Сатпаева и других выдающихся деятелей науки и культуры Казахстана, «Толковый словарь казахского языка» в 10 томах, «История Казахской ССР» в 5 томах и другие.